# Бановић Страхиња
Бановић Страхиња (Страхиња Бановић, Страхињић Бан) је легендарна личност истоимене епске песме из српске епске народне поезије коју је преписао и обрадио Вук Стефановић Караџић, те објавио је 1853. године у склопу збирке Српске народне песме. Песма спада у песме старих времена, преткосовски циклус. Основни мотив песме заснован је на контрасту између традиционалног и људског. Страхиња ослобађа заробљеног дервиша Вању Ћулума као часног противника и прогласи га за свог штитоношу, међу њима нема мржње нити зле крви.
Дело афирмише херојство, витештво и јунаштво и закључено је речима:
| „ | Помало је такијех јунака кâ што бјеше Страхињићу Бане. | ” |

## Анализа дела
Казна за прељубницу је традиционално била окрутна (у сижејно-тематским оквирима наше епике она се кажњава смрћу) и она се не би могла вратити своме супругу, а обљубљена жена је била као и прељубница, чак иако је била отета или силована као у овом случају. Остаје нејасно да ли је његов опраштајући чин последица праштања и разумевања према жени која помагањем Влах Алији жели да сачува свој живот, или је последица отпора према својој тазбини која му се није у невољи нашла, а која је била спремна да окрутно казни прељубницу. У првом плану песме је етичко-психолошки однос међу јунацима.
Десити се мене у невољи? 
Лик Бановић Страхиње је уметнички успешан (усамљени јунак, сам језди кроз Голеш планину у пратњи верног пса Карамана), а супротстављен је нејуначким поступцима Југовића. Бановић Страхиња се увек тумачи као јунак великог чојства. 
Историјски је непозната личност, а по неким тумачењима је народна поезија у његовом лику сачувала сећање на зетског феудалца Ђурђа Статимировића Балшића (1386—1404).
Подвиг Бановић Страхиње предмет је више драмских дела наше писане књижевности (нпр. Борислав Михајловић Михиз).

## Радња
Страхиња је био бан у Бањској, малом месту на граници са Косовом који једног дана одлази у Крушевац у тазбину, код Југ Богдана и девет Југовића, жениних рођака.
У Крушевцу се задржао дуго и једно јутро му гласник доноси белу књигу са мајчиним писмом где га она куне. Питала га је где је и проклиње му и вино Крушевско и тазбину. Каже да су Турци похарали његову српску земљу. Пао је цар на Косовско поље, доведени су везири. Турска сила покорила је цели његов крај, за који је он требао да се постара. Турци су притиснули Косово. Цар има сто хиљада људи, а међу Косовљанима има мало оних који су прави војници, с коњима, а и ти носе само једну сабљу, слабо су наоружани. Турци, с друге стране, имају силну војску. Та војска нити не слуша цара, него се одметне па харачи крајем. Тако су ударили и на Бањску Бановића Страхиње. Све су попалили и срушили, унесрећили су бановићеву мајку, отели му жену и одвели је у Косовско поље, где је Турчин љуби, док му мајка кука на згаришту. Све то десило се док је он пио вино у Крушевцу, уместо да је бранио свој дом. Зато му мајка још једном то вино и проклиње.
Тад он препричава муке из писма Југ Богдану и тражи му да му да својих девет Југовића како би они са њим отишли на Косово да пронађу душманина. Он одбија тај његов захтев и каже да ће Страхињу да ожени бољом и да му жена не може више бити мила ако је ноћила и једну ноћ под чадором Турчина. Тад Страхиња сам одлази на Косово и сазнаје да је Влах-Алија који му је отео жену на Голеч планини. Тамо га налази и почињу борбу буздованима, а кад су њих поломили онда мачевима које су такође поломили, а онда почињу да се бију и рукама. Све то посматра Страхињина жена којој он каже да не гледа само већ да узме комад сабље и удари Турчина, а Турчин рече да не удара њега него Страхињу. Рече јој да Бановићу неће да буде мила и да ће он да је кори сваког дана што је била под турским чадором, а да ће он да је води у Једренет и да ће да има тридесет слушкиња и да ће да је окити дукатима. Она скочи, узе сабљу и стаде на страну Влах-Алије и удари Страхињу по глави. Тад његов хрт скочи на њу, а Страхиња како је мало повратио снагу скочи на Турчина и закла га зубима као јагње. Након тога смешта своју жену на коња и одлази у Крушевац у тазбину. Тамо каже Југ Богдану и Југовићима да су се обрукали, да су такви јунаци као што говоре пошли би са њим на Косово да се јуначе Турцима и да се он решава тазбине и да од сада нема више са киме да пије хладно вино.

## Филм
По мотивима песме Бановић Страхиња 1981. године Авала филм из Београда и Јадран филм из Загреба у сарадњи са немачким компанијама снимиле су истоимени филм.
По њему је названа ОШ „Бановић Страхиња” Чукарица.